# Mistrzostwa Oceanii w Zapasach 1995
Mistrzostwa Oceanii w zapasach w 1995, odbywały się w dniach 15-16 kwietnia w Melbourne w Australii. W tabeli medalowej tryumfowali zapaśnicy z Australii.

## Wyniki

### Styl wolny
| Konkurencja         | Złoto                  | Srebro              | Brąz              |
| Kategoria do 48 kg  | Michael Kapauts        | Linus Albettar      | –                 |
| Kategoria do 52 kg  | David McBeth           | Greg Fitzgerald     | Steven Fitzgerald |
| Kategoria do 57 kg  | Cory O’Brien           | Len Zaslavsky       | Tony Vincent      |
| Kategoria do 62 kg  | Musa Ilhan             | John Dodge          | Gavin Brown       |
| Kategoria do 68 kg  | Richard Weiss          | Jason Strawbridge   | Russell Mirny     |
| Kategoria do 74 kg  | Reinold Ozoline        | Nicholas Astrella   | Gabriel Szerda    |
| Kategoria do 82 kg  | Cris Brown             | Igor Praporshchikov | Aaron Quinlan     |
| Kategoria do 90 kg  | Bob Renney             | Arek Olczak         | John Tarkong      |
| Kategoria do 100 kg | Mushtaq Rasem Abdullah | Ben Vincent         | Altan Riklon      |
| Kategoria do 130 kg | Mick Pikos             | Neal Kranz          | Richard De Marchi |

### Styl wolny – kobiety
| Konkurencja        | Złoto          | Srebro              | Brąz |
| Kategoria do 50 kg | Lila Ristevska | Sian Law            | –    |
| Kategoria do 57 kg | Rebecca Milne  | Amy Kranz           | –    |
| Kategoria do 61 kg | Celia Derham   | Desiree-Craike Ross | –    |

- Zawodniczki Australii: Jodi Maree (53 kg) i Wendy Munro (70 kg) były jedynymi zgłoszonymi w swojej kategorii i nie zostały uwzględnione w tabeli jako złote medalistki.

## Tabela medalowa
Gospodarz mistrzostw został zaznaczony kolorem.
| Poz. | Państwo         |    |    |   | Łącznie |
| ---- | --------------- | -- | -- | - | ------- |
| 1    | Australia       | 11 | 5  | 5 | 21      |
| 2    | Nowa Zelandia   | 2  | 4  | 2 | 8       |
| 3    | Guam            | 0  | 3  | 0 | 0       |
| 4    | Wyspy Marshalla | 0  | 1  | 1 | 2       |
| 5    | Palau           | 0  | 0  | 1 | 1       |
|      | Łącznie         | 13 | 13 | 9 | 35      |